# Catéchisme de Malines
Le Catéchisme de Malines, ou selon son titre "Catéchisme à l'usage de tous les diocèses de Belgique" est un catéchisme qui a été rédigé au début du XVIIe siècle en application des règlements du Concile de Trente (1545-1563).
En 1607, Mgr Matthias Hovius convoqua un Concile provincial à Malines, où il fut décidé, entre autres, d'élaborer un catéchisme unitaire pour toute la province ecclésiastique de la Belgique. Cette tâche a été confiée au jésuite Louis Makeblyde . En 1609 apparut son catéchisme en néerlandais "Catechismvs dat is De christeliicke leeringhe ghedeylt in neghen-en-veertigh lessen", c'est-à-dire "Catéchisme. La doctrine chrétienne, divisée en quarante-neuf leçons" . Par la suite, un autre jésuite, Willem De Pretere, a fourni une révision approfondie. Cela a conduit à une nouvelle édition, qui a été approuvée par la Conférence épiscopale en 1623. Ce manuel catéchétique a continué à former la base de l'enseignement religieux dans tous les diocèses belges jusqu'au début du XXe siècle.

## Littérature
- E. Frutsaert, De R.-K. catechisatie in Vlaamsch België vanaf het concilie van Trente, Leuven, 1934.
- H. Storme, Die trouwen wilt voorsichtelijck. Predikanten en moralisten over de voorbereiding op het huwelijk in de Vlaamse bisdommen (17e-18e eeuw) (Symbolae Facultatis litterarum et philosophiae Lovaniensis - Series B, 10), Leuven, 1992, 45-48.
- M. Gielis, 'De Mechelse Catechismus in dogma- en mentaliteitshistorisch perspectief', Jaarboek van de Provinciale Commissie voor Geschiedenis en Volkskunde, 4 (1991-1992), 113-144.